# José Juan Ferreiro Lapatza
José Juan Ferreiro Lapatza (Santiago de Compostela, 28 de enero 1941) es un jurista, escritor, catedrático de Derecho Financiero y empresario español. Miembro de Número de la Real Academia de Jurisprudencia y Legislación de Cataluña.

## Trayectoria
Autor de más de un centenar de trabajos publicados en todas las revistas especializadas españolas y en varias extranjeras. Es además autor de varios libros de la especialidad. Por sus cursos han estudiado numerosos alumnos de todas las universidades españolas.

En 2006, apareció la 25ª edición de su Curso de Derecho Financiero Español, utilizado en todas sus ediciones por más de 150.000 juristas de España y Latinoamérica. Parte de esta obra ha sido traducida y publicada en portugués en Brasil con el nombre de Direito Tributario. Teoría Geral do Tributo. En el  año 2010, fue publicada su obra Instituciones de Derecho Financiero, en la que el autor pretende, según sus propias palabras, plasmar lo esencial de su pensamiento, elaborado durante toda su vida, sobre el tratamiento jurídico de gastos e ingresos públicos.
Desde 1970 es catedrático en las facultades de Derecho de las universidades de: La Laguna, Valencia, Santiago de Compostela y Barcelona.
Desde 2001 al 2005, fue Presidente del Consejo para la Defensa del Contribuyente.
Fue Presidente de la Comisión de Expertos para la redacción de la Ley 58/2003, de 17 de diciembre, General Tributaria.
Es Miembro de Número de la Real Academia de Jurisprudencia y Legislación de Cataluña.
Desde 1984 al 2001, fue Director del Bufete Ferreiro Lapatza – Abogados.
En el año 1989 pasó a ser socio fundador de Marcial Pons Ediciones Jurídicas y Sociales, S.A. y de Marcial Pons, Ediciones de Historia S.A.

## Obras

### Publicaciones en revistas
- Análisis jurídico de la Deuda Pública. Revista de Administración Pública. España, 1967 - p. 53. Código Artículo: 085435 Orden: 002

- La extinción de la obligación  tributaria. Revista de Derecho Financiero y Hacienda Pública. Madrid - España, 1968 - p. 37. Código Artículo: 058370 Orden: 003

### Publicaciones en libros
- Curso de Derecho Tributario: Parte Especial: Sistema Tributario, Los Tributos en Particular. Marcial Pons, 2000 - p. 910 (en coautoría con Martín Férnández, J. - Rodríguez Márquez, J.). ISBN 847248811X, ISBN 9788472488113
- Curso de derecho financiero español, Volumen 1. Marcial Pons, 1998 - p. 553. ISBN 8472485862, ISBN 9788472485860
- Curso de derecho financiero español, Volumen 2. Marcial Pons, 1998 - p. 196. ISBN 8472485943, ISBN 9788472485945
- Curso de derecho financiero español: Derecho tributario : parte especial, sistema tributario, los tributos en particular, Volumen 3. Marcial Pons, 2004 - p. 389 (en coautoría con Sartorio Albalat, Susana). ISBN 8497681568, ISBN 9788497681568
- Instituciones de derecho financiero. Marcial Pons, 2010 - p. 384. ISBN 8497687914, ISBN 9788497687911
- La hacienda de las comunidades autónomas en los diecisiete estatutos de autonomía. BPR Publishers, 1 ene. 1985 - p. 354. ISBN 8439305966, ISBN 9788439305965
- La justicia tributaria en España: informe sobre las relaciones entre la administración y los contribuyentes y la resolución de conflictos entre ellos. Marcial Pons, 2005 - p. 292 (en coautoría con Alonso, L.; Andrés, E.; Bosch,  B.;  Cañal,  F.;  Casanellas, M.; García Frías, A.; García Novoa, C.) ISBN 8497682106, ISBN 9788497682107
- Tratado de derecho financiero y tributario local. Marcial Pons, 1993 - p. 1189 (en coautoría con Acín Ferrer, Angela). ISBN 8472481611, ISBN 9788472481619
- Impuestos Especiales: Ley 39/1979. Editorial de Derecho Financiero, 1983 - p. 242 (en coautoría con Márquez y Márquez, Antonio). ISBN 8471304139, ISBN 9788471304131
- Manual de derecho tributario local. BPR Publishers, 1 ene. 1987 - p. 721 (en coautoría con Arias Abellán, M. D., Acosta, Eugenio Simón). ISBN 8439307624, ISBN 9788439307624
- Direito tributário : teoria geral do tributo. Editora Manole, 2007 - p. 467. ISBN 8598416207, ISBN 9788598416205

## Premios y reconocimientos
- Premio extraordinario Universidad de Santiago de Compostela (1963).
- Premio Vittorio Enmanuelle II a la mejor tesis doctoral, por la Universidad de Bolonia (1965).
- Encomienda de la Orden de Isabel la Católica